# كولين دوران
كولين دوران (بالإنجليزية: Colleen Doran)‏ هي فنانة قصص مصورة وكاتبة سيناريو أمريكية، ولدت في 24 يوليو 1964 في سينسيناتي في الولايات المتحدة.

## وصلات خارجية
- الموقع الرسمي
- كولين دوران على موقع IMDb (الإنجليزية)
- كولين دوران على موقع أول موفي (الإنجليزية)
- كولين دوران على موقع قاعدة بيانات الفيلم (الإنجليزية)